# Monasterio de Sancti Spiritus (Olmedo)
El monasterio de Sancti Spíritus fue un complejo monacal de culto católico ubicado en la villa de Olmedo, en la provincia de Valladolid (Castilla y León).

## Historia
Fue fundado en el año 1128 por la infanta Sancha Raimúndez, hermana del rey Alfonso VII de León, y por ello hija de Raimundo de Borgoña y de Urraca I de León, bajo la advocación del Espíritu Santo y con la intención de instituir en el reino la Orden del Císter bajo la regla de San Benito. Levantado a extramuros de la villa, fue uno de los primeros monasterios femeninos que hubo en España, y sus primeras religiosas fueron francesas.
Santa Teresa de Jesús residió en el monasterio durante el periodo de sus fundaciones en éste, y la reina Juana I de Castilla estuvo alojada entre sus muros. Desde el año 1950 la congregación del monasterio fue trapense, dependiendo del monasterio de San Isidro de Dueñas, y en 1956 se trasladó al monasterio de Nuestra Señora de Alconada, ante la precaria vida económica de la zona, y finalmente en 1978 al monasterio de Nuestra Señora de Vico, donde reside en la actualidad.
De la construcción monacal, de estilo mudéjar, se conserva el claustro y la bóveda de la iglesia, sobre cuyos restos se construyó en el año 2005 el Balneario Villa de Olmedo. Parte de su archivo histórico se conserva en el Archivo Histórico Nacional.